# Utel (Украина)
Utel (также «Утел», «Ютел») — филиал ПАО «Укртелеком», предоставлявший разнообразные телекоммуникационные и информационные услуги.

## История

### 1992 год
14 января было создано совместное предприятие Utel, главной целью которого было оказание высококачественных услуг междугородной и международной связи. Основателями стали: с украинской стороны — Государственный комитет связи, 13 областных предприятий электросвязи, Киевэлектросвязь (доля в уставном капитале 49 %), со стороны иностранных инвесторов — PТТ и АТ&T (доля в уставном капитале 51 %)..

### 1993—2005 годы
В январе (по другим данным — в августе) 1994 года совместное предприятие было преобразовано в закрытое акционерное общество. Тогда же акционером компании стал Deutsche Telekom. Акционерами Utel являлись областные предприятия электросвязи (51 %), AT&T (19.5 %), Deutsche Telekom (19.5 %) и PTT Telecom (10 %). В 1995 г. владельцем доли украинской стороны в уставном капитале стал «Укртелеком».
16 июня 2000 года KPN Telecom B.V. (бывшая PTT Telecom) продала Брокбизнесбанк принадлежащие ей акции Utel за 15,385 млн дол. США с возможностью перепродажи пакета акций «Укртелекому» до конца 2002 года.
29 марта 2001 года Utel сообщил о завершении приобретения «Укртелекомом» пакетов акций компании, принадлежавших AT&T CIS Ltd. и Deutsche Telecom. Сумма сделки, обнародованная «Укртелекомом» 18 апреля 2001 г., составила 5,7 млн дол. США
21 июня 2002 года после приобретения пакета, принадлежавшего Брокбизнесбанку, ОАО «Укртелеком» стало владельцем 100 % акций ЗАО «Утел».
В октябре 2004 года «Утел» преобразован в дочернее предприятие «Укртелекома».

### Деятельность (1992—2005)
История развития
В ноябре 1992 г. введена в строй первая собственная станция международной связи в Киеве.
В 1995 г. Украина при содействии Utel получает международный код 380.
В 1996 г. завершен первый этап модернизации телекоммуникационной сети, современными междугородными телефонными станциями оборудованы все областные центры Украины.
В 1999 году на местных телефонных сетях продолжен ввод в эксплуатацию АТС, обеспечен автоматический выход на междугородную телефонную сеть в пяти областях Украины.
В 2001 году Utel получил лицензию на предоставление услуг местной связи с правом создания собственной сети. Телефонная сеть дооборудована аппаратурой автоматического определения номера.
Оказываемые услуги
В этот период Utel предоставляла доступ к цифровым магистралям междугородной и международной связи, цифровые линии для бизнес-абонентов, услуги ISDN, скоростной передачи данных, Интернета, видео конференции и пр.:
- местная и междугородная связь;
- международная связь: автоматическая связь[13]; связь через оператора[13][14]; Country Direct (возможность совершения звонка, не оплачиваемого украинским абонентом)[15];
- сеть карточных таксофонов;
- информационная услуга «800» (ранее — Служба 800): предоставление многоканальных телефонных номеров с кодом 800 для организации бесплатных вызовов[16][2][17];
- услуга «900»: предоставление многоканальных телефонных номеров с кодом 900 для организации платных горячих телефонных линий, взимание платы с абонентов[18][19];
- ISDN[20][16][2];
- доступ к Интернету[20][2][21]: услуга dial-up-доступа (ISDN-связь, 64 кб/с для одного BRI-канала и 128 кб/с для двух BRI-каналов, а также аналоговое соединение, протокол V.90, 56 кб/с), электронная почта, веб-хостинг, симметричный канал 2 Мб/с;
- беспарольный доступ к сети Интернет[15];
- услуга Unet — почасовой доступ к Интернету по любой телефонной линии без оплаты за местный или междугородный телефонный звонок, а также сервис электронной почты[22];
- выделенные каналы связи ADSL и SHDSL, создание виртуальных сетей, в том числе на базе MPLS-VPN[23];
- дата-центр Utel: веб-хостинг, виртуальные серверы, collocation, аренда серверов[24];
- услуга бизнес-связи высшего качества (ранее — связь высшего качества) — телефонный звонок с гарантированно высоким качеством передачи данных и голоса[16][20];
- контакт-центр — организация работы служб поддержки клиентов «Укртелекома» и других компаний[20][25].

### Деятельность с 2005 года
20 апреля 2005 года ДП Utel было реорганизовано в филиал Utel ОАО «Укртелеком».
В 2006 году Utel начал работу по созданию сети сотовой связи стандарта UMTS, которая вступила в строй в июне 2007 года, а 1 ноября началась её коммерческая эксплуатация. Первоначально покрытие охватывало 6 городов Украины (Киев, Днепропетровск, Донецк, Львов, Одесса, Харьков)
, в дальнейшем оно расширилось на 25 областных центров. С 23 марта 2010 года «Укртелеком» начал предоставлять услуги сотовой связи под торговой маркой «Ого! Мобильный».
14 июня 2011 года общим собранием акционеров «Укртелекома» принято решение об выделении деятельности по предоставлению услуг подвижной (мобильной) связи в отдельное юридические лицо с целью дальнейшей продажи активов мобильной связи ПАО «Укртелеком». Для этого 30 августа 2011 года было создано ООО «ТриМоб». 17 ноября 2011 года НКРС выдала ООО «ТриМоб» лицензию на предоставление услуг подвижной (мобильной) связи с право техобслуживания на срок до 2020 года, а также переоформила лицензии ПАО «Укртелеком» на радиочастоты для UMTS и радиорелейную связь. С 23 декабря 2011 года ООО «ТриМоб» принадлежат код сети 91 и код MNC 07. С 1 января 2012 года «ТриМоб» начал предоставление услуг мобильной связи.